# Ohio Valley Wrestling
La Ohio Valley Wrestling (OVW) è una federazione di wrestling statunitense con sede nella città di Louisville (Kentucky), fondata da Danny Davis nel 1993.

## Storia
Fondata nel 1993 da Danny Davis, la Ohio Valley Wrestling è stata membro della National Wrestling Alliance fino al 2000.
Dal 2000 al 2008 è stata il principale territorio di sviluppo della World Wrestling Entertainment.
Il 6 aprile 2018 fu annunciato che l'ex lottatore professionista Al Snow aveva acquistato la compagnia da Danny Davis, che era in procinto di ritirarsi dal mondo degli affari. il 12 settembre 2018 la Ohio Valley Wrestling si sarebbe fusa con la Top Notch Boxing, una federazione di pugilato di Louisville, per dare vita alla Gladiator Sports Network. Il primo evento OVW tenutosi sotto l'egida Gladiator Sports si svolse il 10 ottobre 2018 dove si tenne un evento speciale, un torneo per l'assegnazione del vacante titolo OVW.
Il 29 ottobre 2018 il brand annunciò un'espansione a livello internazionale della sua scuola di wrestling e la distribuzione del suo prodotto televisivo nel mercato europeo.
Nel febbraio 2019 la OVW annunciò una partnership collaborativa con Impact Wrestling per produrre un evento esclusivo per il Global Wrestling Network della Impact. L'evento, intitolato Clash in the Bluegrass, fu uno speciale tenutosi il 2 marzo 2019 nella Davis Arena. Clash in the Bluegrass segnò la prima collaborazione tra OVW e Impact sin dal 2013. Il 19 marzo 2019 la Impact diffuse la notizia che la compagnia aveva stipulato un accordo con la OVW come territorio di sviluppo.
Il 5 gennaio 2021 la OVW annunciò che Matt Jones di Kentucky Sports Radio e Craig Greenberg di 21c Museum Hotels erano diventati investitori di maggioranza della compagnia. Snow proseguì comunque la direzione della società in collaborazione con i nuovi investitori.
Il 21 agosto fu annunciato che la OVW sarebbe stata il soggetto principale della docu-serie Wrestlers in onda su Netflix. Lo show segue la vita di tutti i giorni dei wrestler della OVW e gli sforzi di Al Snow nel fare progredire economicamente la società.

## Campioni
| Titolo                         | Campione/i                       | Data           | Luogo      |
| ------------------------------ | -------------------------------- | -------------- | ---------- |
| OVW Heavyweight Championship   | Kal Herro                        | 1 luglio 2025  | Louisville |
| OVW United States Championship | Erik Surge                       | 24 aprile 2025 | Louisville |
| OVW Media Championship         | Anthony Catena                   | 5 giugno 2025  | Louisville |
| OVW Rush Championship          | Stephen Steele                   | 14 giugno 2025 | Louisville |
| OVW Tag Team Championship      | Ashton Adonis e Brandon Barretta | 8 maggio 2025  | Louisville |
| OVW Women's Championship       | Freya The Slaya                  | 1 luglio 2025  | Louisville |

## Personale

### Uomini
| Ring Name         | Nome Reale      | Note                   |
| ----------------- | --------------- | ---------------------- |
| Adam Revolver     | Jared Prigdin   |                        |
| Anthony Catena    |                 | Media Champion         |
| Ashton Adonis     |                 | Tag Team Champion      |
| Big Beef          | Jake Kinnet     |                        |
| Big Zo            | Cowanne Owens   |                        |
| Boy Toy Troy      |                 |                        |
| Brandon Barretta  |                 | Tag Team Champion      |
| Buzz Backlund     |                 |                        |
| Carson Drake      |                 |                        |
| Cash Flo          | Michael Walden  |                        |
| Crixus            |                 |                        |
| D'Mone Solavino   |                 |                        |
| Dalton McKenize   |                 |                        |
| Deget Bundlez     |                 |                        |
| Donovan Cecil     |                 |                        |
| Dustin Jackson    |                 |                        |
| EC3               | Michael Hutter  |                        |
| Erik Surge        |                 | United States Champion |
| Jack Vaughn       |                 |                        |
| Jay DeNiro        |                 |                        |
| Jake Lawless      |                 |                        |
| Justice Davis     |                 |                        |
| Kal Herro         |                 | Heavyweight Champion   |
| Luke Kurtis       | Luke Kurtis     |                        |
| Luscious Lawrence |                 |                        |
| Mahabali Shera    | Amanpreet Singh |                        |
| Manny Domingo     | Luis Garcia     |                        |
| Maximo Suave      |                 |                        |
| Omar Amir         |                 |                        |
| Prime Jackson     |                 |                        |
| Ryan von Rockit   | Ryan Howe       |                        |
| Showtime Shanklin |                 |                        |
| Star Rider        |                 |                        |
| Stephen Steele    |                 | Rush Champion          |
| Super Z           |                 |                        |
| Tony Evans        |                 |                        |
| Tony Gunn         | Tony Gunn       |                        |
| Truth Magnum      | Shiloh Mount    |                        |
| Turbo Floyd       | Randy Kaufman   |                        |
| TW3               | Tom Sinkfield   |                        |
| Will Austin       |                 |                        |

### Donne
| Ring Name         | Nome Reale       | Note             |
| ----------------- | ---------------- | ---------------- |
| Angelica Risk     |                  |                  |
| Arie Alexander    |                  |                  |
| Crystal White     |                  |                  |
| Dream Girl Ellie  | Ellie Hile       |                  |
| Freya The Slaya   | Sarah States     | Women's Champion |
| Hollyhood Haley J | Haley Evans      |                  |
| Lady Bird         |                  |                  |
| Leela Fist        |                  |                  |
| Leila Grey        | Catherine Guzman |                  |
| Shalonce Royal    |                  |                  |
| Sophia Rose       |                  |                  |
| Tiffany Nieves    | Tiffany Nieves   |                  |